# Château de la Rochebeaucourt
Le château de la Rochebeaucourt est un édifice situé sur les communes de Combiers et d'Édon en Charente, il est à la limite des départements de la Charente et de la Dordogne et fait face à la commune de La Rochebeaucourt-et-Argentine située en Dordogne. À la suite d'un incendie, le 5 février 1941, il ne reste plus aujourd'hui que les monumentaux soubassements sur lesquels était édifié le château ainsi que le bâtiment de l'Orangerie.

## Situation
Quatre constructions se sont succédé, les deux derniers châteaux (du XVIe au XXe siècle) étaient construits sur un promontoire rocheux (contre lequel les soubassements sont adossés) situé sur la rive droite de la Nizonne et dominant le confluent d'un petit ruisseau descendant de Rougnac, la Manore. La Nizonne fait la limite départementale entre la Charente et la Dordogne, et le bourg de La Rochebeaucourt est situé sur la rive opposée.

## Historique
Au IXe siècle se dressait une grosse tour carrée, une forteresse appartenant aux Villebois qui surveillait l'ancienne route féodale Angoulême-Périgueux[réf. nécessaire]. Au XIIIe siècle, un second château construit par les La Rochebeaucourt de l'autre côté de la route[Lequel ?] vient compléter le dispositif. En 1345, Ytier de Villebois refuse d'ouvrir le château aux Anglais, pendant la guerre de Cent Ans, mais deux écuyers leur auraient livré le château en 1349. En 1372, Ytier de Villebois profite de la révolte d'Angoulême pour délivrer la place et en chasser la garnison anglaise. 
Au XVe siècle, des fenêtres à meneaux sont percées. Au XVIe siècle, François de La Rochebeaucourt fait raser la grosse tour carrée établir des terrasses et construire l'orangerie. Le roi Charles IX y a séjourné en 1565.
En 1790, le plafond de l'orangerie est dit « cassé et tombé en plusieurs parties ».
Pauline de Tourzel, fille de la duchesse de Tourzel, qui accompagne sa mère, gouvernante des enfants de Louis XVI et Marie-Antoinette en août 1789 à 1795, épouse en 1797 le marquis Alexandre Galard de Béarn, propriétaire du château, et y vivra jusqu'à sa mort en 1839. L'arc de triomphe de style néo-classique construit en 1840 sur « l'Allée Verte » du parc est dédié par son mari à sa mémoire et à sa vertu. 
En 1850, il reste de ce château un logis cantonné de tours rondes à créneaux et mâchicoulis coiffées de toitures en poivrières. 
Entre 1853 et 1859, Louis-Hector de Galard de Brassac de Béarn, diplomate et sénateur d'Empire, fait détruire le château et construire un château moderne par l'architecte parisien Pierre-Charles Dusillion (1804-1878) et l'entrepreneur angoumoisin Nicolas, à qui il fit ensuite un procès pour malfaçon. Un ensemble de clichés sur plaques de verre de Léo Justin Laffargue (AD de la Dordogne) montrent le château à cette époque. Les Galard de Béarn en restèrent propriétaires jusqu'en 1892.
Réquisitionnée par les Allemands durant la Seconde Guerre mondiale, la demeure fut brûlée accidentellement le 5 février 1941.

## Architecture

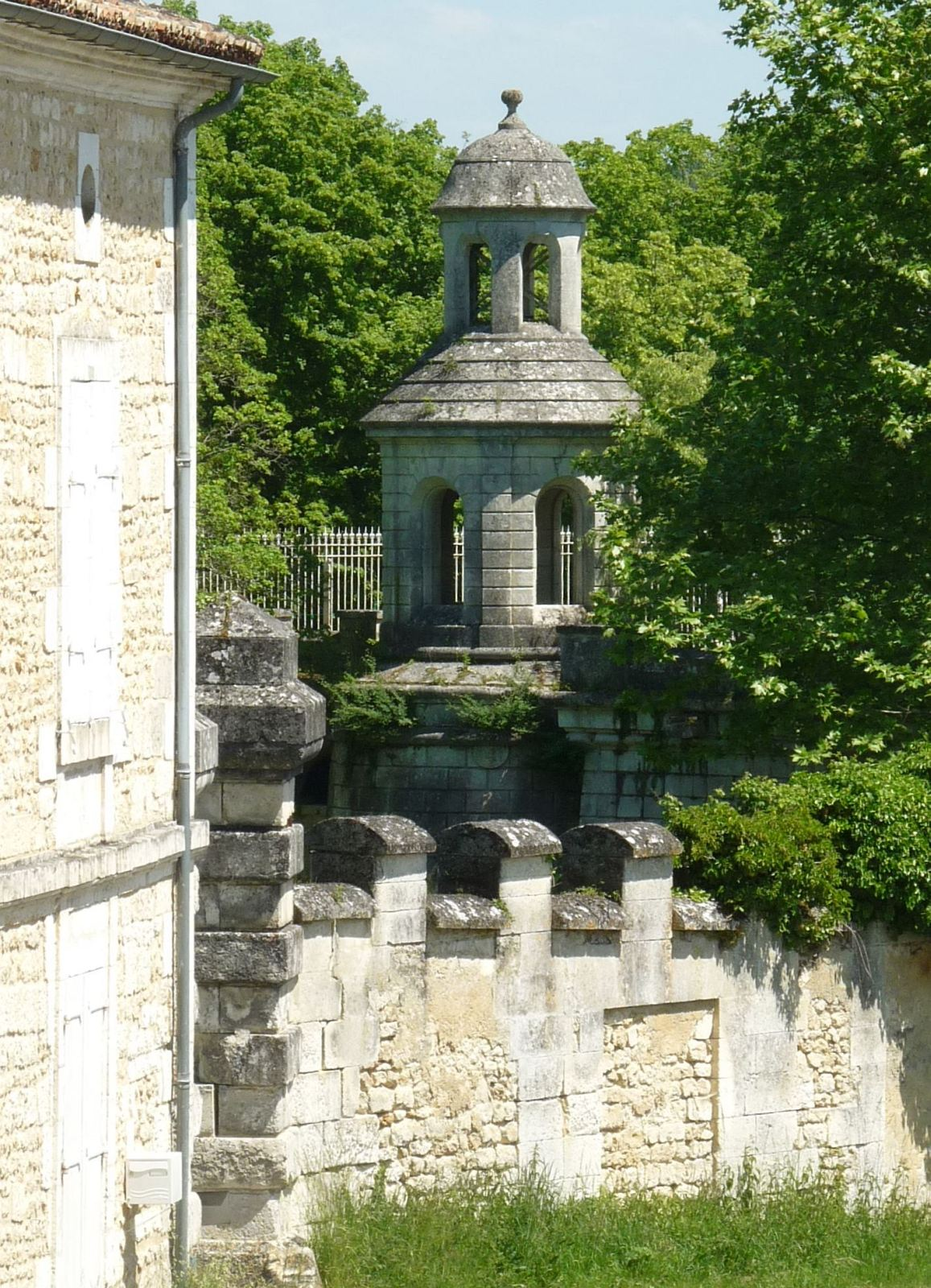
Tourelle.

C'était un des plus imposants châteaux de Charente. 
En mai-juin 1792, alors que le mobilier du château est vendu à la requête de Me Cousin au nom d'un mineur, le manoir est ainsi décrit par le régisseur Boulland : « un des plus conséquents par sa forme et son étendue... flanqué de deux tours dont une garnie de créneaux, en entier couvert d'ardoises (...) 12 pièces grandes et petites, à chaque étage, dont 9 à feux et les deux tours appelées donjons ont une chambre haute avec une jolie chapelle au premier et un des plus beaux escaliers qu'on puisse voir (...) en dernier lieu a été construit un corps de bâtiment de six pièces basses à cheminées ».
De ce château reconstruit dans le style Renaissance sous le Second Empire, comme en témoigne le décor mural du « passage aux voitures » sous la terrasse permettant de descendre à couvert et de gagner l'escalier donnant accès au château, il ne reste que des ruines, le soubassement sur un plan en L constitué d'arcatures fermées.
Un passage conduit à des pièces ornées de sculptures de la fin du XVIe siècle.

## Jardins

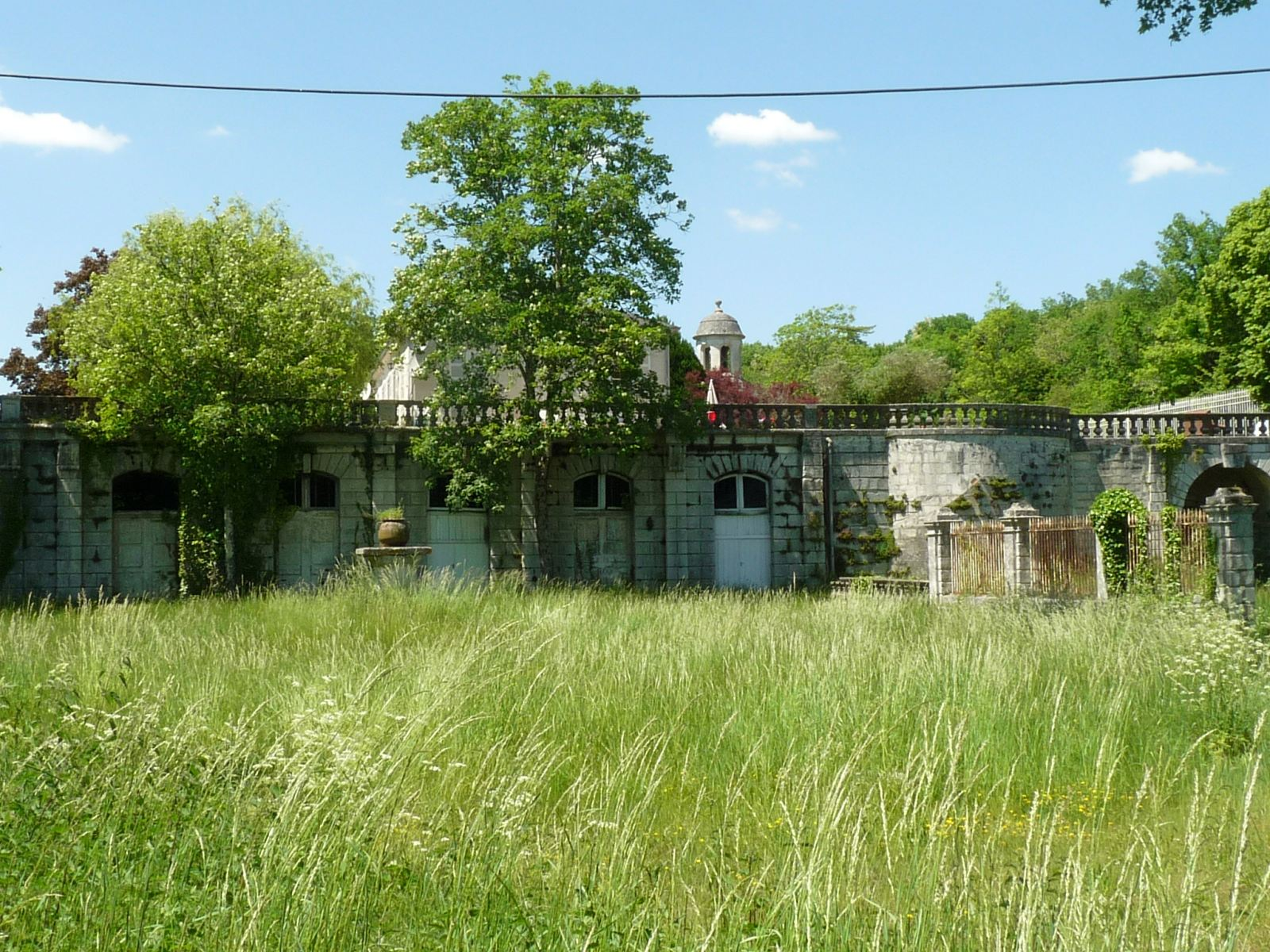
Anciens jardins, côté Nizonne.

D'anciennes fontaines, des canalisations à dégueuloirs et un bassin encadrent l'orangerie.
Ce parc anglais de neuf hectares, d'époque Restauration, est bordé d'un côté par un grand canal qui alimentaient pompes et générateur électrique, et de l'autre par une falaise percée de grottes et où serpentent des sentiers de promenade. Entre la Nizonne et le canal sont situés d'anciens bassins de pisciculture, où on pouvait encore pêcher des truites dans les années 1960.
Dans l'Allée Verte du parc, plantée en 1826 de platanes alternant avec des peupliers d'Italie, l'arche de la Vertu est un arc de triomphe de style néoclassique édifié en 1840 par Alexandre Léon Luce de Béarn, en souvenir de son épouse, Marie Élisabeth Pauline du Bouchet de Sourches de Tourzel (décédée en 1839) ; il est recouvert d'inscriptions célébrant celle-ci, dont furent publiés en 1861 ses Souvenirs de quarante ans 1789-1830 (réédités en 1868 par son fils Horace)[réf. nécessaire]. La mère de Pauline de Tourzel fut gouvernante des enfants de Louis XVI et Marie-Antoinette de 1789 à 1795. Pauline de Tourzel épousa le marquis Alexandre de Béarn en 1797 et l'arche fut dédié à sa mémoire et à sa vertu.
Les plans de jardins paysagers dessinés en mai 1861 par Rousseau, de Bordeaux, semblent n'avoir pas été réalisés[réf. nécessaire].
En 2021, le parc fut gracieusement donné par le nouveau propriétaire du château à la commune de Combiers qui l'aménagera en vue d'une ouverture au public, ce qui ne s'était pas vu depuis le XVIIe siècle.